# Etta James
Pour les articles homonymes, voir James.
Jamesetta Hawkins, dite Etta James, née le 25 janvier 1938 à Los Angeles, et morte le 20 janvier 2012 à Riverside, Californie, est une chanteuse américaine de jazz, soul, rock et rythm and blues.
Sa carrière s'étend sur six décennies. En 1960, elle connaît le succès avec sa reprise de At Last, écrite par Mack Gordon (en) et Harry Warren. Etta James a remporté six Grammy Awards et dix-sept Blues Music Awards.
En 2003, son album At Last! figure à la 116e place dans la liste des « 500 meilleurs albums de tous les temps » (« 500 Greatest Albums of All Time ») établie par le magazine musical américain Rolling Stone. Lorsque le magazine publie la liste des « 100 plus grands chanteurs de tous les temps » (« 100 Greatest Singers of All Time ») en 2008, Etta James apparaît à la 22e place. ll s'agit aussi de la troisième femme du classement derrière Aretha Franklin qui figure première et Tina Turner à la 17e  place.
Etta James est considérée comme une pionnière du rock 'n' roll et de la musique pop contemporaine. Ses tubes At Last, Tell Mama, I'd Rather Go Blind et Something's Got a Hold on Me sont devenus des classiques et sa voix rauque qu'elle impose dès les années 1950, ouvre la voie à Tina Turner, Janis Joplin, Mavis Staples ou encore Adele, Amy Winehouse, Beth Hart ou Duffy.

## Biographie

### Jeunesse
Etta James est la fille de Dorothy Hawkins, une adolescente afro-américaine âgée de 14 ans au moment de sa naissance, et d'un père d'origine européenne qu'elle n'a jamais connu. Elle est élevée par des nourrices et par les propriétaires de la pension dans laquelle sa mère loue un appartement. Elle s'initie au chant dès l'âge de 5 ans au sein des Echoes of Eden choir, la chorale de l'église baptiste Saint Paul de Los Angeles, dirigée par James Earle Hines.

### Carrière musicale

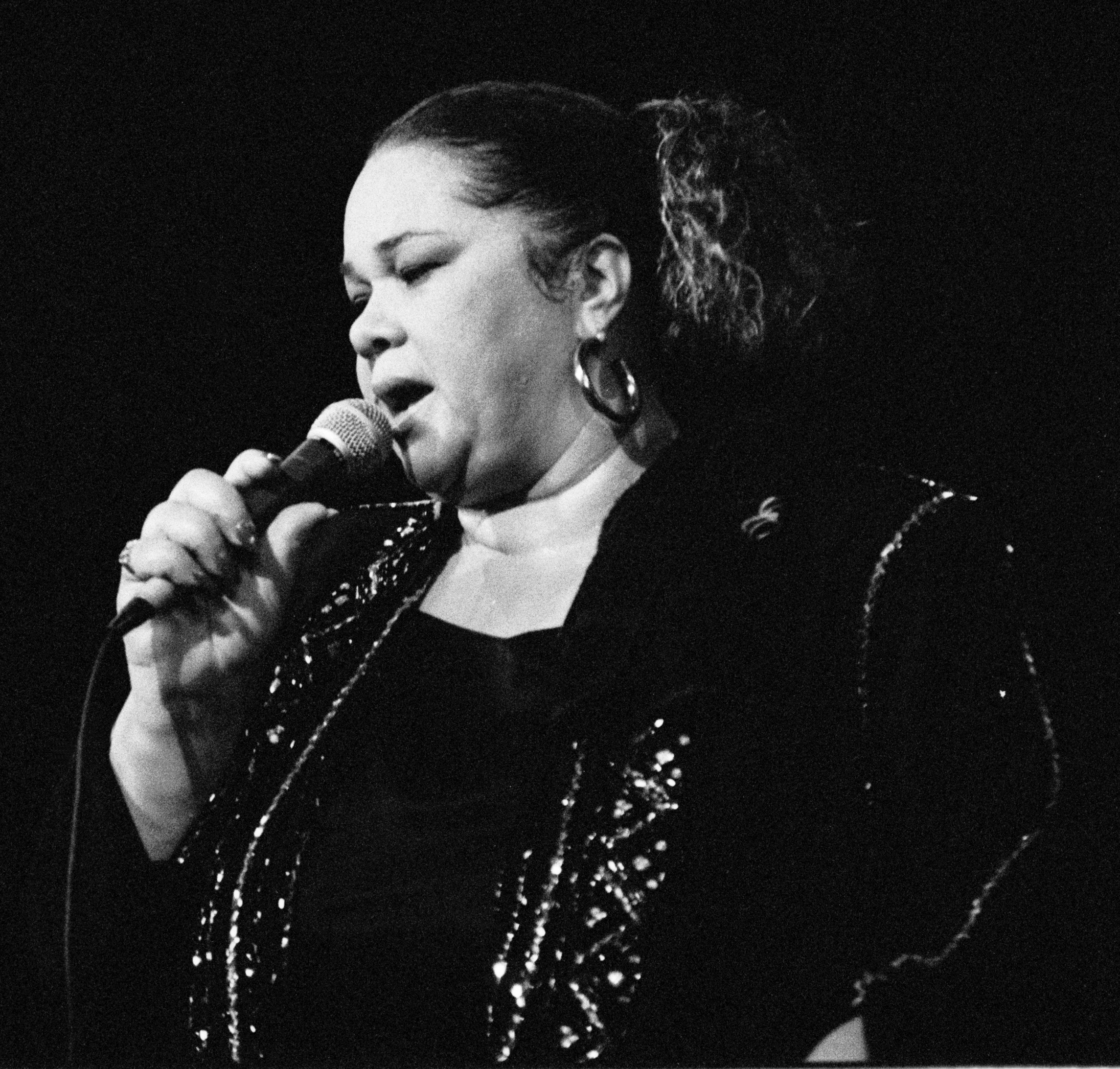
Etta James en concert en France (1990).

Etta James arrive en 1950 à San Francisco, où elle chante au sein du trio féminin The Creolettes. Elles sont découvertes en 1954 par le chef d'orchestre Johnny Otis, qui les emmène en tournée avec son orchestre. Il renomme le groupe The Peaches et donne à James son nom de scène. Grâce à Otis, le trio enregistre The Wallflower: Roll With Me, Henry pour le label Modern Records. Le disque sort sous le nom d'Etta James, les autres membres du groupe étant créditées en tant que choristes. Ce Henry fait référence à Hank Ballard, The Wallflower étant une réponse à Work with Me, Annie des Midnighters.
En 1960, elle signe avec le label Chess Records. Durant les années 1960, elle se bat contre sa dépendance à l’héroïne.
En 1969, la mort de Leonard Chess laisse Etta sans contrat. Elle épouse Artie Mills la même année.
Elle réapparaît dans les charts en 1973 avec All The Way Down. En 1975 elle participe, pour la première fois en Europe, au Festival de Montreux. Après le relatif échec de Deep In The Night en 1978, elle enregistre deux ans plus tard Changes, produit par Allen Toussaint, puis disparaît des studios.
En 1989, elle tente un retour via le label Island Records avec l’album Seven Year Itch, suivi de Stickin'To My Gun l'année suivante, sur la pochette duquel elle apparaît déguisée en cow-girl du Far West.
Ce n'est qu'au début des années 1990 que Etta James commence à recevoir des prix majeurs tels que ceux des Grammy Awards ou de la Blues Foundation. Ses fils Donto et Sametto commencent à l'accompagner sur scène, respectivement à la batterie et à la basse.

### Mort
En décembre 2011, son entourage annonce que la chanteuse est atteinte d'une leucémie en phase terminale. Le 20 janvier 2012, Etta James meurt des suites de sa maladie, à l'âge de 73 ans, à l'hôpital de Riverside, Californie, entourée de ses fils Donto et Sametto James et de son mari Artie Mills,,,.

## Style musical et influences
Enfant, Etta James apprécie Johnny Moore, Charles Brown, Amos Milburn, T-Bone Walker et Billie Holiday, soit beaucoup le blues et un peu le jazz.
Durant sa carrière, son style musical évolue, quand elle commence à enregistrer au milieu des années 1950, elle est vue comme une chanteuse de R&B. Après avoir signé avec Chess Records en 1960, James casse son image traditionnelle de chanteuse R&B pour se reconvertir dans le jazz.
Etta James est considérée comme l'une des meilleures chanteuses de l'histoire musicale du blues et du R&B en Amérique. Dans des années plus récentes, elle se situait entre le blues et le rock and roll. Etta James a influencé beaucoup de musiciens américains comme Diana Ross, Christina Aguilera, Janis Joplin, Bonnie Raitt, Shemekia Copeland, Hayley Williams de Paramore, Rod Stewart, Elkie Brooks, Amy Winehouse, Paloma Faith, Joss Stone, Beth Hart et Adele.

## Hommages
Etta James reçoit de nombreux hommages durant les années 1990 et 2000. La Rhythm and Blues Foundation lui décerne le Pioneer Award en 1989. L'association de défense des droits civiques NAACP lui remet le Hall of Fame Award en 1990. Elle est introduite au Rock and Roll Hall of Fame en 1993, puis au Rockabilly Hall of Fame en 2001. La même année, la chanteuse est introduite au Blues Hall of Fame par l'association Blues Foundation. En 2003, une étoile lui est dédiée sur le Walk of Fame d'Hollywood. Le magazine Billboard lui décerne le R&B Founders Award en 2006.
Etta James a remporté six Grammy Awards et dix-sept Blues Music Awards. Elle reçoit le Grammy Award du meilleur album de jazz vocal en 1995 pour son album hommage à Billie Holiday, Mystery Lady: Songs of Billie Holiday (en). En 2003, Let's Roll (en) reçoit le Grammy du meilleur album de blues contemporain. En 2005, Blues to the Bone (en) est récompensé par le Grammy du meilleur album de blues traditionnel. En 2003, un Grammy Lifetime Achievement Award lui est décerné. Sa reprise de At Last et sa chanson The Wallflower (Dance with Me, Henry) (en), sortie en 1955, sont introduites au Grammy Hall of Fame respectivement en 1999 et 2008.
En 2003, son album At Last!, sorti en 1961, figure à la 116e place dans la liste des « 500 meilleurs albums de tous les temps » (« 500 Greatest Albums of All Time ») établie par le magazine musical américain Rolling Stone. Lorsque le magazine publie la liste des « 100 plus grands chanteurs de tous les temps » (« 100 Greatest Singers of All Time ») en 2008, Etta James apparaît à la 22e place.

## Discographie

### Enregistrements
- 1954 : Roll With Me Henry (aussi connu sous le titre de The Wallflower)
- 1955 : Good Rockin' Daddy
- 1960 : All I Could Do Was Cry
- 1960 : The second time around, with The Riley Hampton Orchestra, recorded in Chicago, Illinois, 1960
- 1961 : At Last, album classé parmi les 50 (20/50) plus grands albums de tous les temps catégorie « Women who rock » par Rolling Stone Magazine[19]
- 1962 : Something's Got a Hold On Me[20]
- 1967 : Tell Mama, I'd Rather Go Blind, Security
- 1968 : Almost Persuaded

### Albums
- 1961 : Miss Etta James, Crown
- 1961 : The second time around
- 1962 : Etta James sings for lovers
- 1963 : Etta James Top Ten
- 1964 : Etta James Rocks The House
- 1965 : The queen of soul
- 1966 : Call my name
- 1970 : Etta James sings funk
- 1971 : Losers weepers
- 1973 : Etta James
- 1974 : Come a little closer
- 1976 : Etta is betta than Evvah!
- 1978 : Deep in the Night, Warner
- 1980 : Changes, MCA
- 1984 : Rocks the House Chess (GCH 8030)
- 1989 : Seven Year Itch, Island
- 1990 : Stickin' To My Guns, Island
- 1992 : The right time
- 1994 : Mystery Lady (Songs of Billie Holiday), RCA
- 1994 : Live from San Francisco, RCA
- 1995 : Time After Time, RCA
- 1996 : Love's Been Rough On Me, RCA
- 1997 : Her Best
- 1998 : Life, Love & The Blues, RCA
- 1998 : 12 songs of Christmas
- 1999 : Heart of a Woman, RCA
- 2000 : Matriarch Of The Blues, RCA
- 2001 : Blue Gardenia, RCA
- 2002 : Burnin' Down The House, RCA
- 2003 : Let's Roll, RCA
- 2004 : Blues to the Bone, RCA
- 2006 : All The Way, RCA
- 2011 : Who's Blue? : Rare Chess Recordings Of The 60s And 70s (Compilation), Kent
- 2011 : The Dreamer, Verve

### Filmographie
Le film Cadillac Records retrace l'histoire du label Chess Records. Etta James est représentée à l'écran par Beyoncé Knowles.